# Albrecht von Graffenried

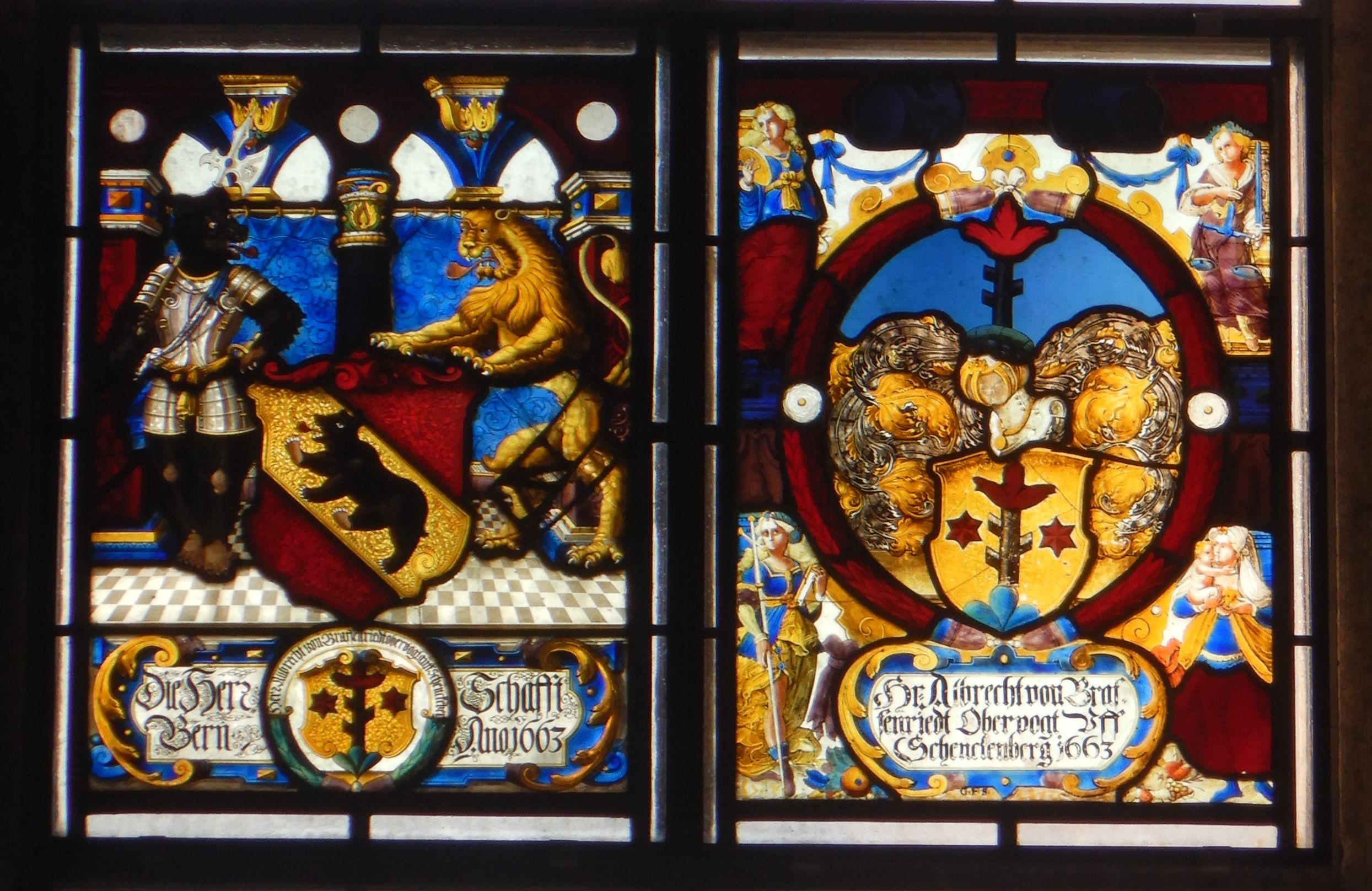
Kabinettscheiben Albrecht von Graffenried in der Kirche Densbüren (1663)

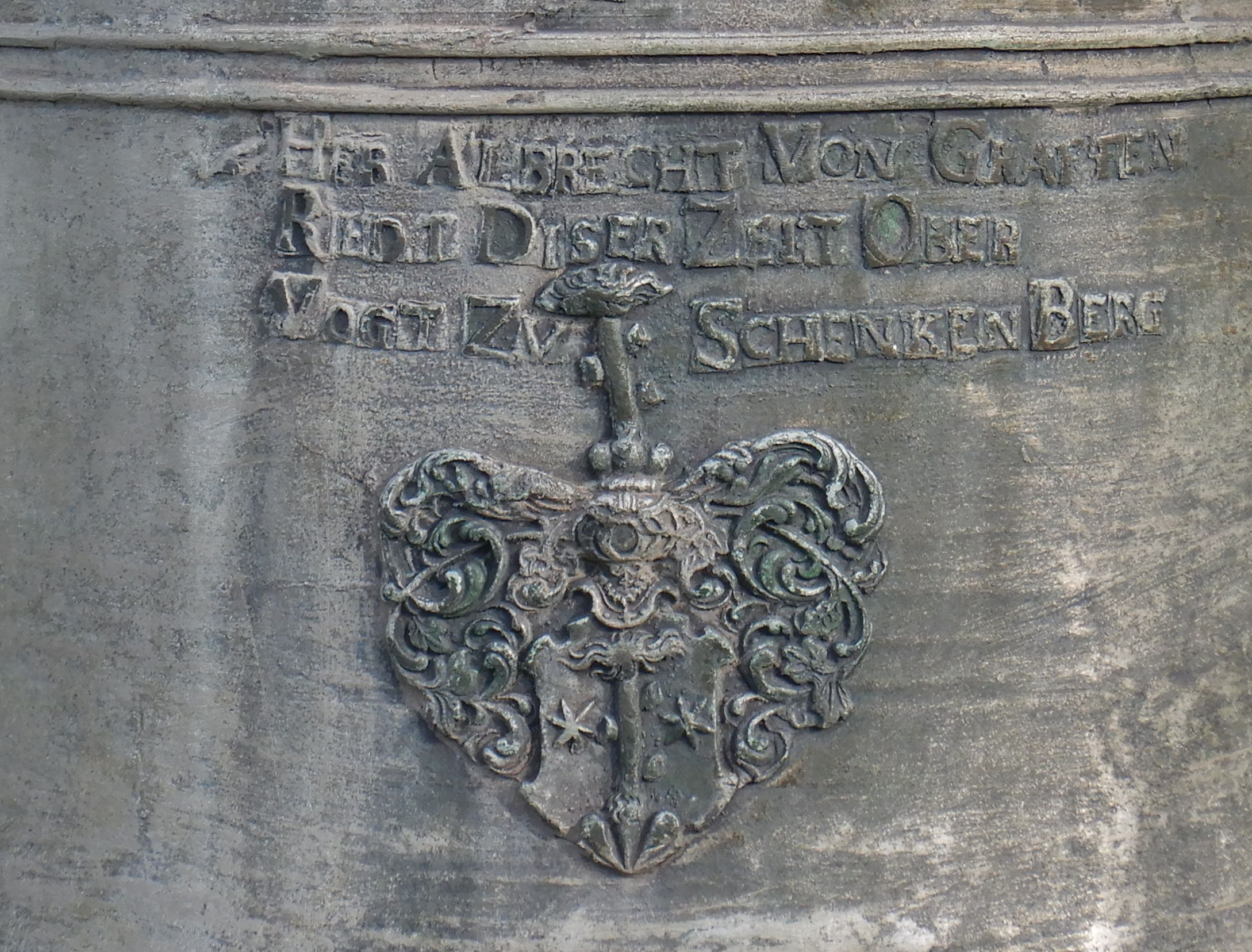
Wappen und Name auf der alten Glocke der Kirche Densbüren

Albrecht von Graffenried (* 1. Februar 1629 in Grandson; † 17. Oktober 1702 in Moudon) war ein Politiker der Stadt und Republik Bern.

## Leben
Albrecht von Graffenried war Sohn des Anton von Graffenried (II.) (1597–1675). 1651 gelangte er in den Grossen Rat der Stadt Bern. In den Jahren 1657 bis 1663 war er Obervogt von Schenkenberg, 1672 wurde er Landvogt zu Nidau. Albrecht von Graffenried besass die Herrschaften zu Carrouge, Bourgeau, Les Cullayes, Corcelles und Mézières. Er war mit Esther Dachselhofer verheiratet. Die beiden hatten 14 Kinder.